# Sessão de Gala
Sessão de Gala foi um programa de televisão brasileiro, sendo uma das sessões de filmes da TV Globo, exibida entre 1972 e 2019. Quando a emissora realizava a manutenção mensal em seus transmissores analógicos ou devido a programas especiais como desfiles de escolas de samba durante o Carnaval brasileiro, transmissão da cerimônia do Oscar e festivais de música como Rock in Rio e Lollapalooza, a Sessão de Gala não era exibida.
A Sessão de Gala foi uma das quatro sessões de filmes criadas pela TV Globo quando o Brasil estava se preparando para iniciar oficialmente e em definitivo as transmissões em cores, em 1972, para exibição de filmes às 22h30 (após o horário nobre) das sextas-feiras — juntamente com Classe A (às segundas-feiras), Mistério (às quartas-feiras) e Première Mundial (aos sábados). Até 2000, tradicionalmente a Sessão de Gala era exibida após o Supercine, nas madrugadas de sábado para domingo; entre 2000 e 2003 passou a ser exibida após o programa Altas Horas. Ainda em 2003, com a concorrência do então estreante Cine Belas Artes do SBT, a sessão passou a ser exibida após o Domingo Maior, nas madrugadas de domingo para segunda-feira:
A última mudança de identidade visual ocorreu em 2016, quando, junto com as outras sessões de filmes da emissora, a Sessão de Gala buscou retratar através de sua abertura os filmes clássicos e premiados que exibia, geralmente produções premiadas com o Oscar, o Globo de Ouro, considerados "cult" ou produzidos fora dos Estados Unidos. Em abril de 2019, a TV Globo substituiu a sessão temporariamente pela faixa patrocinada Festival Rexona de Cinema e, em maio de 2019, acabou por substituir de vez a Sessão de Gala por uma nova sessão de filmes, denominada Cinemaço.